# Gymnoclytia variegata
Gymnoclytia variegata là một loài ruồi trong họ Tachinidae.